# Niki Luftfahrt
Die Niki Luftfahrt GmbH, in der Eigenschreibweise kurz NIKI, war eine österreichische Fluggesellschaft mit Sitz in Wien und Basis auf dem Flughafen Wien. Das Tochterunternehmen der insolventen Air Berlin meldete selbst Insolvenz an, als eine geplante Übernahme durch die Deutsche Lufthansa wegen Wettbewerbsbedenken der EU-Kommission nicht zustande kam. Der Flugbetrieb wurde am 14. Dezember 2017 eingestellt.

## Geschichte

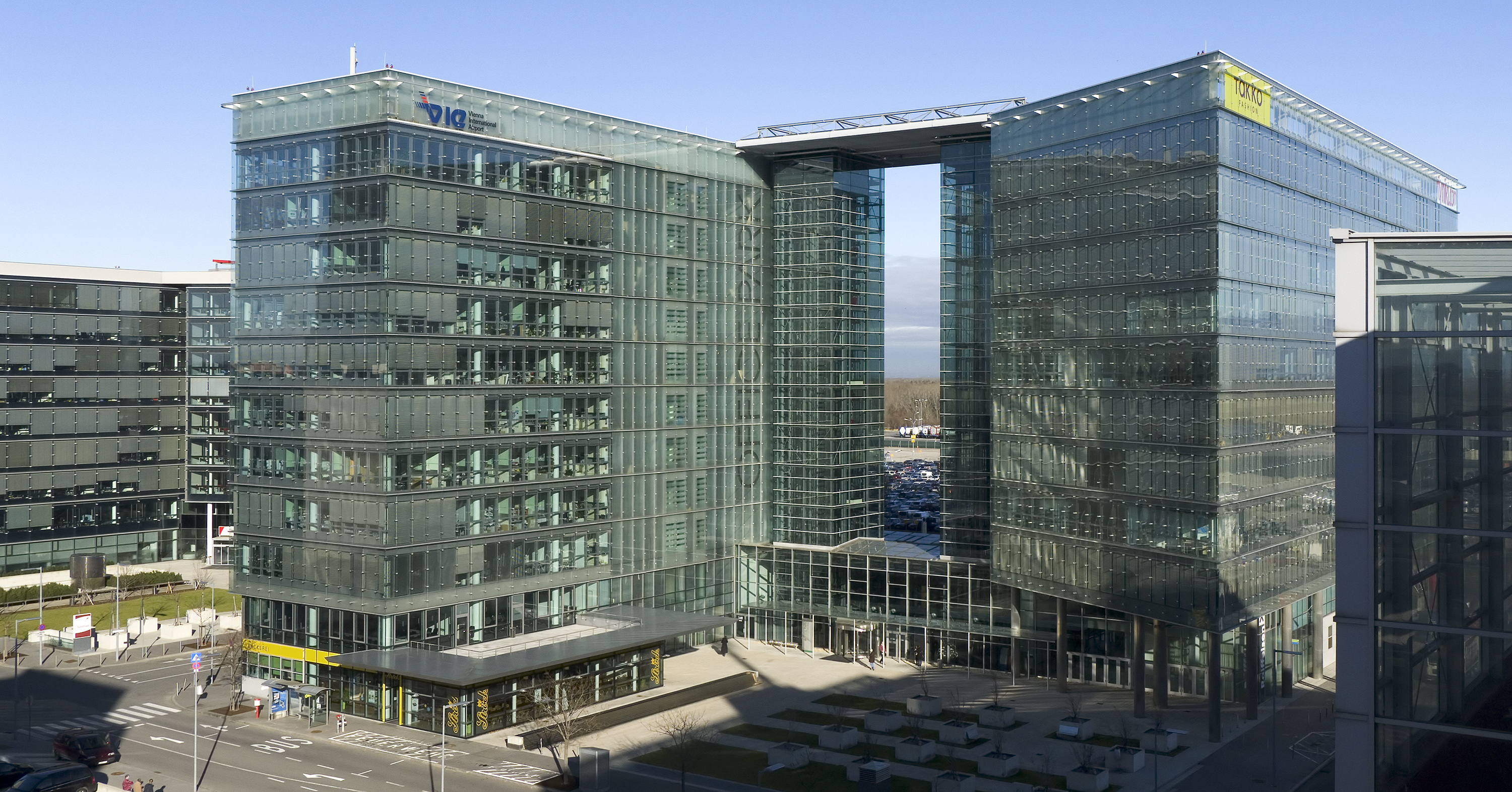
Der Sitz von Niki am Flughafen Wien

### Gründung
Die Niki Luftfahrt GmbH entstand aus der Aero Lloyd Austria GmbH, die infolge der Insolvenz der deutschen Muttergesellschaft Aero Lloyd im November 2003 von Niki Lauda mehrheitlich übernommen wurde und zunächst unter dem provisorischen Namen flyniki geführt wurde.

### Übernahme durch Air Berlin

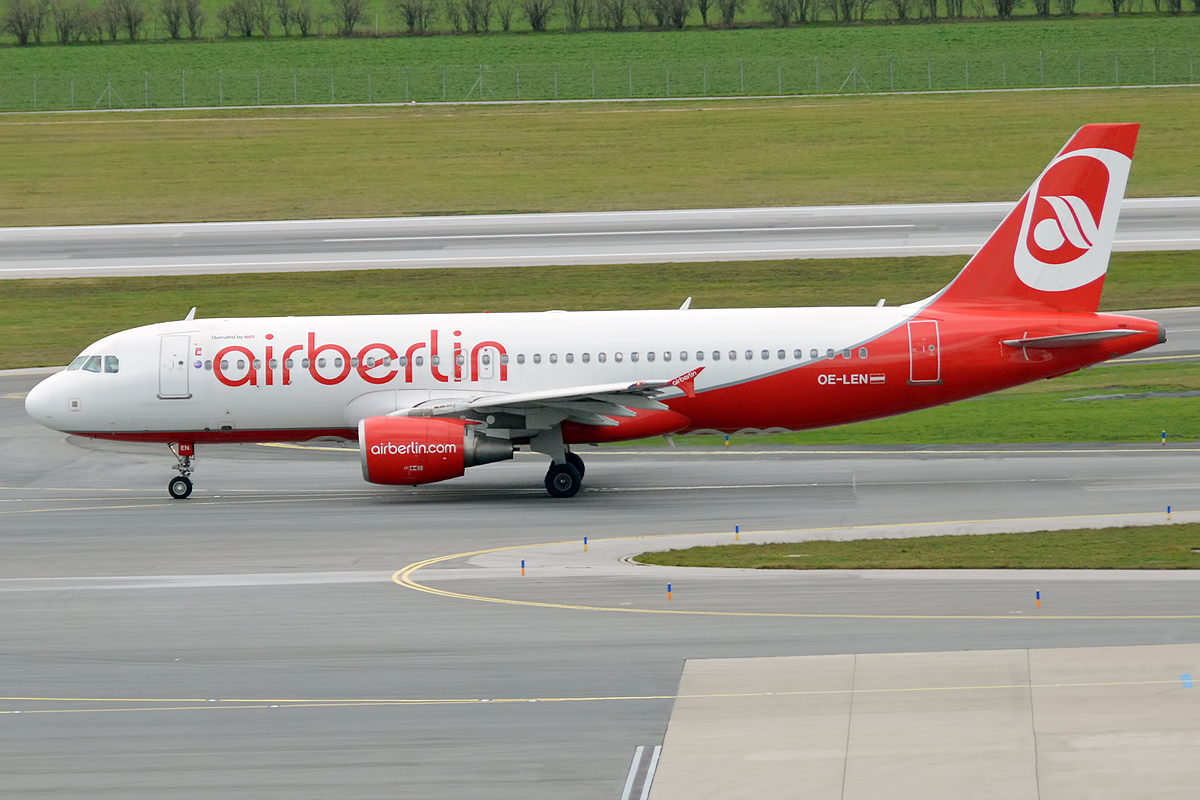
Ein Airbus A320 im Jahr 2015 in Air-Berlin-Bemalung. Die Zugehörigkeit zu Niki ist am österreichischen Luftfahrzeugkennzeichen und einem Aufkleber operated by Niki erkennbar

Im Januar 2004 übernahm Air Berlin 24 % der Gesellschaft, im Juli 2010 erhöhte sie ihren Anteil auf 49,9 %. Die Mehrheit von 50,1 % der Anteile hielt bis November 2011 die NL Holding GmbH, die sich wiederum zu 100 % im Eigentum der Privatstiftung Lauda befindet. Im Zusammenhang mit der Aufstockung der Beteiligung gewährte Air Berlin der Privatstiftung ein Darlehen in Höhe von 40,5 Mio. Euro. Die Privatstiftung Lauda hatte das Wahlrecht, das Darlehen innerhalb von drei Jahren in bar oder durch Übereignung der Anteile an der Niki Luftfahrt GmbH (50,1 %) zurückzuzahlen.
Im November 2011 wurde die NL Holding GmbH auf die NL AB Beteiligungs GmbH verschmolzen, die zu 50,2 % der NIKI Privatstiftung gehört und zu 49,8 % der Gehuba Beteiligungsverwaltungs GmbH, die sich wiederum vollständig im Eigentum der Air Berlin befindet. Die NIKI Privatstiftung führt ihren gesamten Gewinn per Genussrechtsvereinbarung an die Gehuba ab. Lauda selbst kündigte am 8. November 2011 an, dass er als Vorstand von Niki zurücktreten würde. Ihm wurde ein Posten im Verwaltungsrat der Air Berlin zugesprochen, dort schied er jedoch im Januar 2013 aus.
Von 20. März 2012 bis zur Einstellung des Flugverkehrs von Air Berlin am 28. Oktober 2017 war Niki über Air Berlin an die Oneworld Alliance angeschlossen.

### Geplante Umstrukturierung und Insolvenz
Im Dezember 2016 wurde von Air Berlin der Verkauf des direkt gehaltenen Niki-Anteils von 49,8 % für 300 Millionen Euro an Etihad Airways angekündigt. Ab dem Sommerflugplan 2017 gingen alle touristischen Europastrecken von Air Berlin an Niki über, die dafür zusätzliche Flugzeuge von Air Berlin erhielt. In einem zweiten Schritt plante Etihad zusammen mit TUI eine neue europäische Ferienfluggesellschaft, basierend auf den Flugzeugen von Niki und jenen von TUIfly, die für Air Berlin flogen. Die Gespräche zur Einbeziehung der TUIfly wurden im Juni 2017 ergebnislos abgebrochen.
Am 15. August 2017 meldete Air Berlin beim Amtsgericht Berlin-Charlottenburg Insolvenz in Eigenverwaltung an. Zu diesem Zeitpunkt stand die kartellrechtliche Genehmigung des Kaufs durch Etihad noch aus. Auf Betriebsversammlungen am Hauptsitz Wien und Düsseldorf teilte der Niki-Betriebsrat mit, dass das operative Geschäft und die Gehälter der Mitarbeiter bis Ende August finanziert werden könnten. Um bis zur möglichen Zerschlagung der Air-Berlin-Gruppe den Flugbetrieb aufrechtzuerhalten, kündigte die österreichische Regierung ihre Unterstützung in Form einer Brückenfinanzierung an. Am 12. Oktober 2017 einigte sich die Lufthansa auf eine Übernahme der Air-Berlin-Tochterunternehmen Niki und LGW sowie den Betrieb von 20 Flugzeugen, die Anteile sollten 210 Mio. Euro kosten. Aufgrund der ablehnenden Haltung der EU-Kommission zog die Lufthansa ihr Übernahmeangebot am 13. Dezember 2017 zurück. Am selben Tag stellte das Unternehmen beim Amtsgericht Charlottenburg einen Insolvenzantrag und stellte den Flugbetrieb ein. Als letzte Maschine landete am 14. Dezember um 0:14 Uhr die OE-LOG als Flug HG2601 aus Teneriffa kommend auf dem Flughafen Wien.

### Gescheiterte Übernahme durch IAG
Nach der gescheiterten Übernahme durch die Deutsche Lufthansa gab der europäische Luftfahrtkonzern IAG am 29. Dezember 2017 bekannt, Teile von Niki für 36,5 Mio. Euro vorbehaltlich der kartellrechtlichen Genehmigungen zu übernehmen. 20 Mio. Euro sollten davon an die Gläubiger von Niki gehen, weitere 16,5 Mio. den laufenden Finanzbedarf decken. IAG wollte die Namensrechte an Niki, 15 der 21 von Niki geleasten Airbus-A320-Maschinen sowie die Landerechte an den Flughäfen Wien, Düsseldorf, München, Palma de Mallorca und Zürich übernehmen.
Die Gesellschaft selbst wäre nicht übernommen worden, stattdessen sollte eine neue Tochtergesellschaft von Vueling Airlines in Österreich gegründet werden. Von den ca. 1000 Niki-Mitarbeitern wären mindestens 750 übernommen worden. Zuletzt waren noch Niki-Gründer Niki Lauda neben der IAG im Rennen, nachdem vorher bis zu sechs Bieter angeboten hatten.

### Übernahme durch Laudamotion
Am 8. Jänner entschied das Landgericht Berlin nach Klage eines österreichischen Inkasso-Dienstleisters für Fluggastrechte, dass die Zuständigkeit für die Insolvenz nicht beim Amtsgericht Charlottenburg, sondern in Österreich liege. Daraufhin wurde am 12. Jänner beim Landesgericht Korneuburg ein neues Hauptverfahren eröffnet und eine neue Insolvenzverwalterin bestellt. Bis zum 19. Jänner konnten sowohl IAG als auch die zuletzt unterlegenen Bieter ein neues Angebot abgeben. Hiervon machte auch die von Niki Lauda gegründete Laudamotion GmbH Gebrauch, die am 23. Jänner 2018 den Zuschlag für die Übernahme erhielt. Laudamotion erwarb das komplette Vermögen an Niki, insbesondere die Start- und Landerechte und das verbliebene Personal. Nicht enthalten sind die Rechte an der Marke Niki, die Eigentum der NL AB Beteiligungs GmbH sind und als Teil der Air-Berlin-Insolvenzmasse veräußert werden sollen.

## Flotte

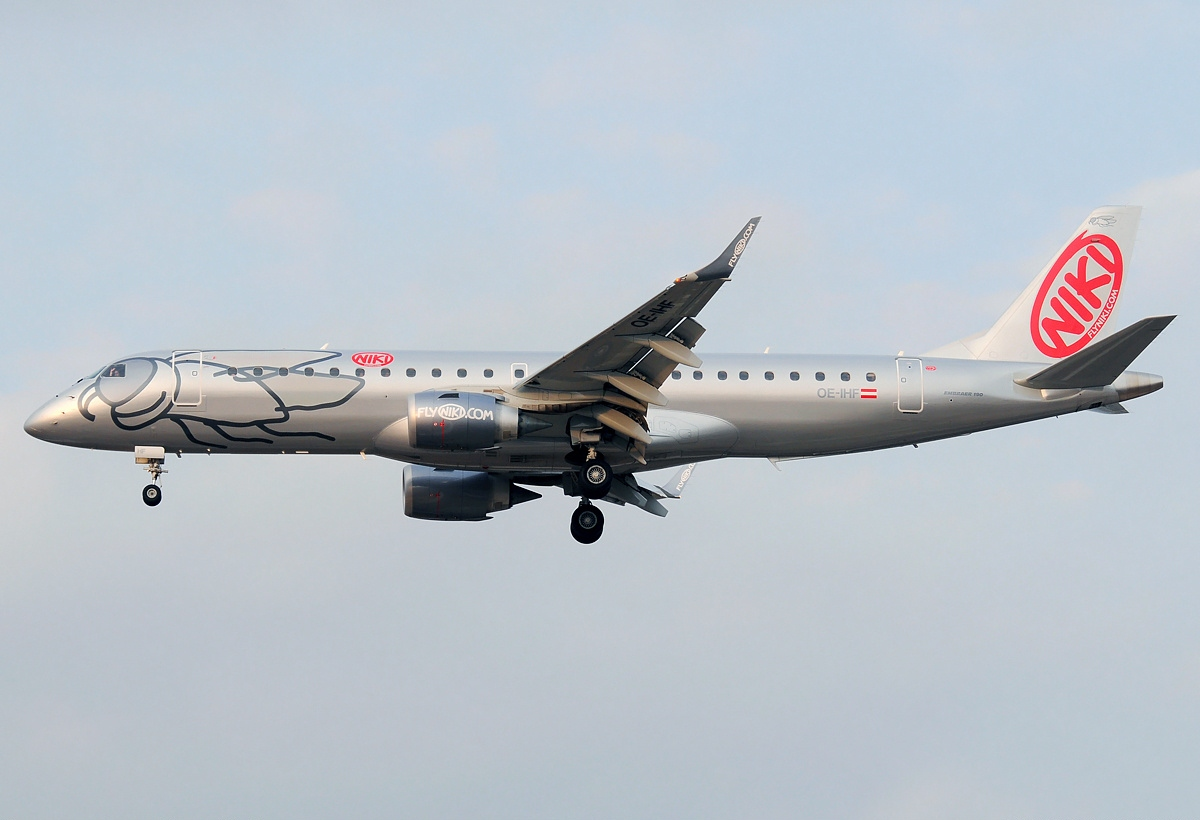
Embraer 190 in der bis 2012 genutzten Bemalung

Mit Stand Dezember 2017 bestand die Flotte der Niki Luftfahrt aus 32 Flugzeugen mit einem Durchschnittsalter von 9,1 Jahren:
| Flugzeugtyp     | aktiv | bestellt | Anmerkungen                          |
| --------------- | ----- | -------- | ------------------------------------ |
| Airbus A320-200 | 10    |          | 6 inaktiv                            |
| Airbus A321-200 | 14    |          | 1 inaktiv                            |
| Boeing 737-700  | 01    |          | betrieben durch TUIfly; mit Winglets |
| Boeing 737-800  | 07    |          | betrieben durch TUIfly; mit Winglets |
| Gesamt          | 32    | –        |                                      |

Im Sommer 2013 hatte sich Air Berlin dafür entschieden, drei Embraer 190 von Niki an ihre deutsche Schwester Luftfahrtgesellschaft Walter zu übertragen. Zum Winterflugplan 2013/2014 wurden diese jedoch wieder in die Niki-Flotte integriert. Zwischen Dezember 2014 und Juni 2015 wurden die Embraer endgültig ausgeflottet und an Helvetic übergeben.

## Erscheinungsbild

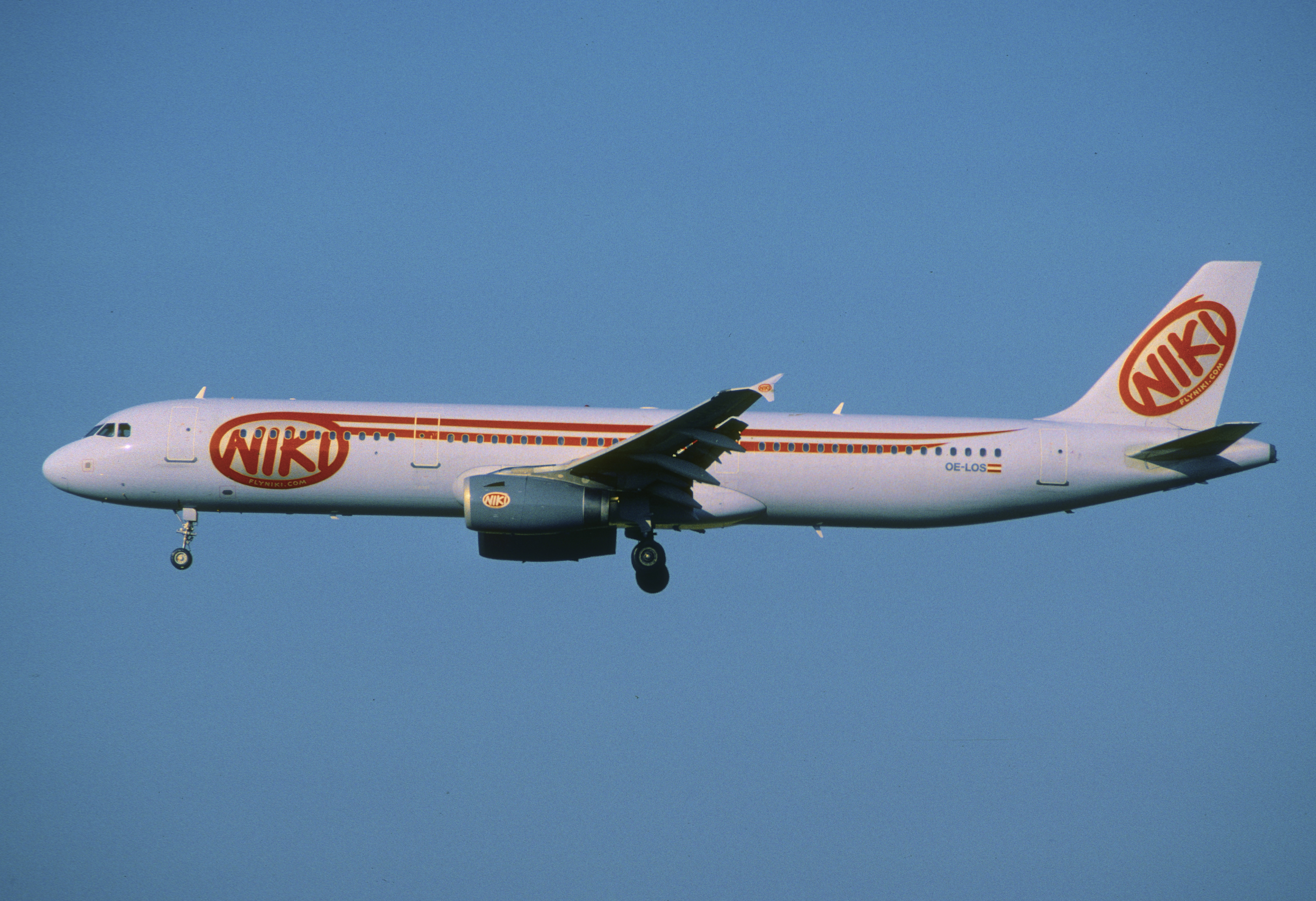
Airbus A321-200 in der von Anfang 2004 bis Ende 2005 genutzten Bemalung

Bei der Unternehmensgründung 2003 waren die Flugzeuge einfarbig weiß lackiert und trugen einen blau-roten flyniki-Schriftzug am vorderen Rumpf. Anfang 2004 wurde das heutige Logo eingeführt und die Flugzeuge wurden mit zwei roten Streifen auf dem weißen Flugzeugrumpf lackiert. Im Herbst 2005 wurde eine neue Bemalung eingeführt, die Maschinen wurden silbern mit einer stilisierten Fliege am vorderen Flugzeugrumpf lackiert. Ab Herbst 2012 wurde das Design der Flotte bei Neulackierungen an das rot-weiße Erscheinungsbild der Konzernmutter Air Berlin angepasst, lediglich das ovale Logo blieb auf einigen Flugzeugen erhalten.

## Flugzeugnamen
Die Flugzeuge der Niki waren nach Tanzstilen und Musikrichtungen benannt. Eine der Embraer 190 trug beispielsweise den Taufnamen Bossa Nova, ein Airbus A321-200 Heavy Metal.